# Zweeds Filminstituut

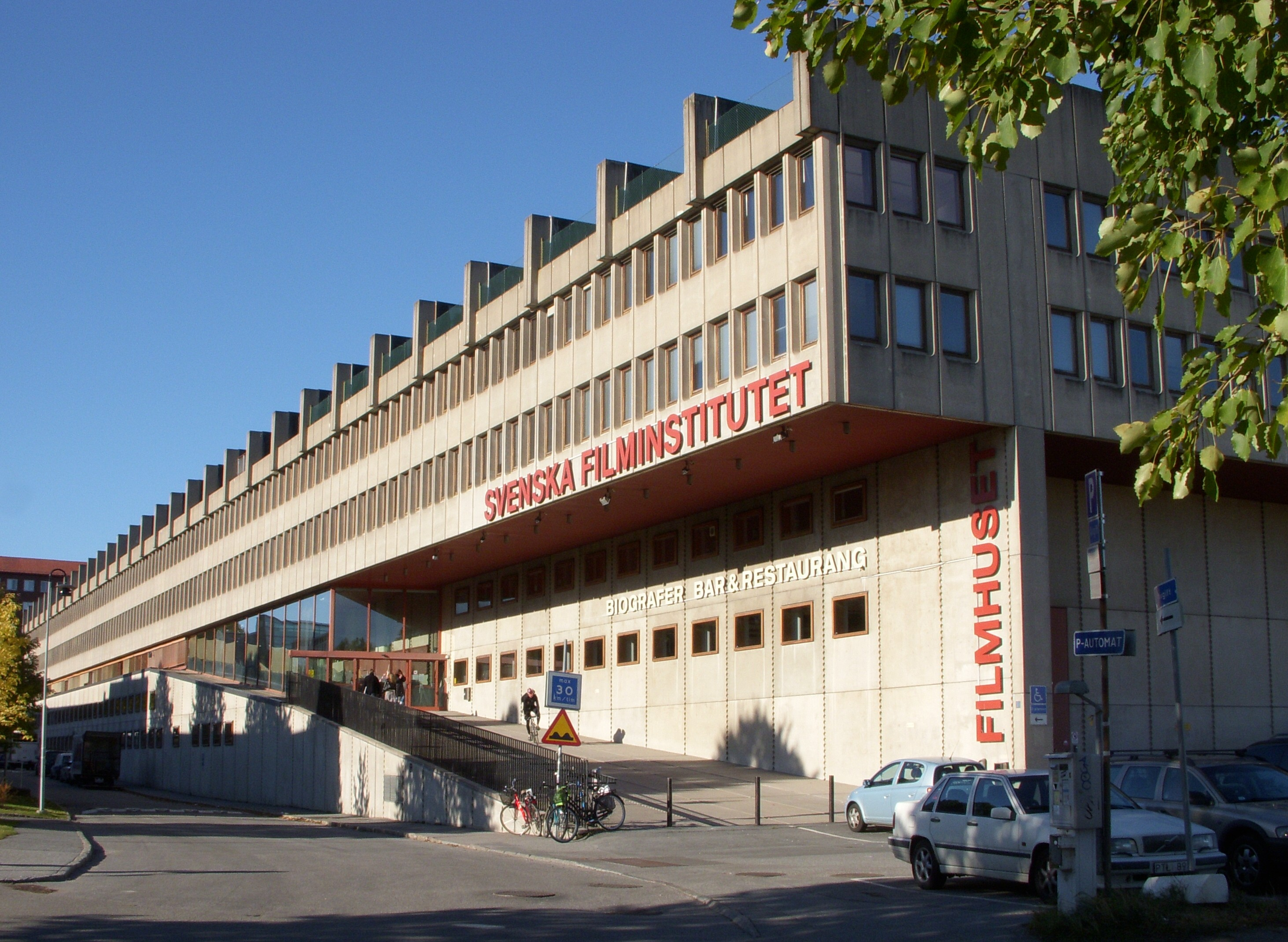
Filmhuset in Stockholm

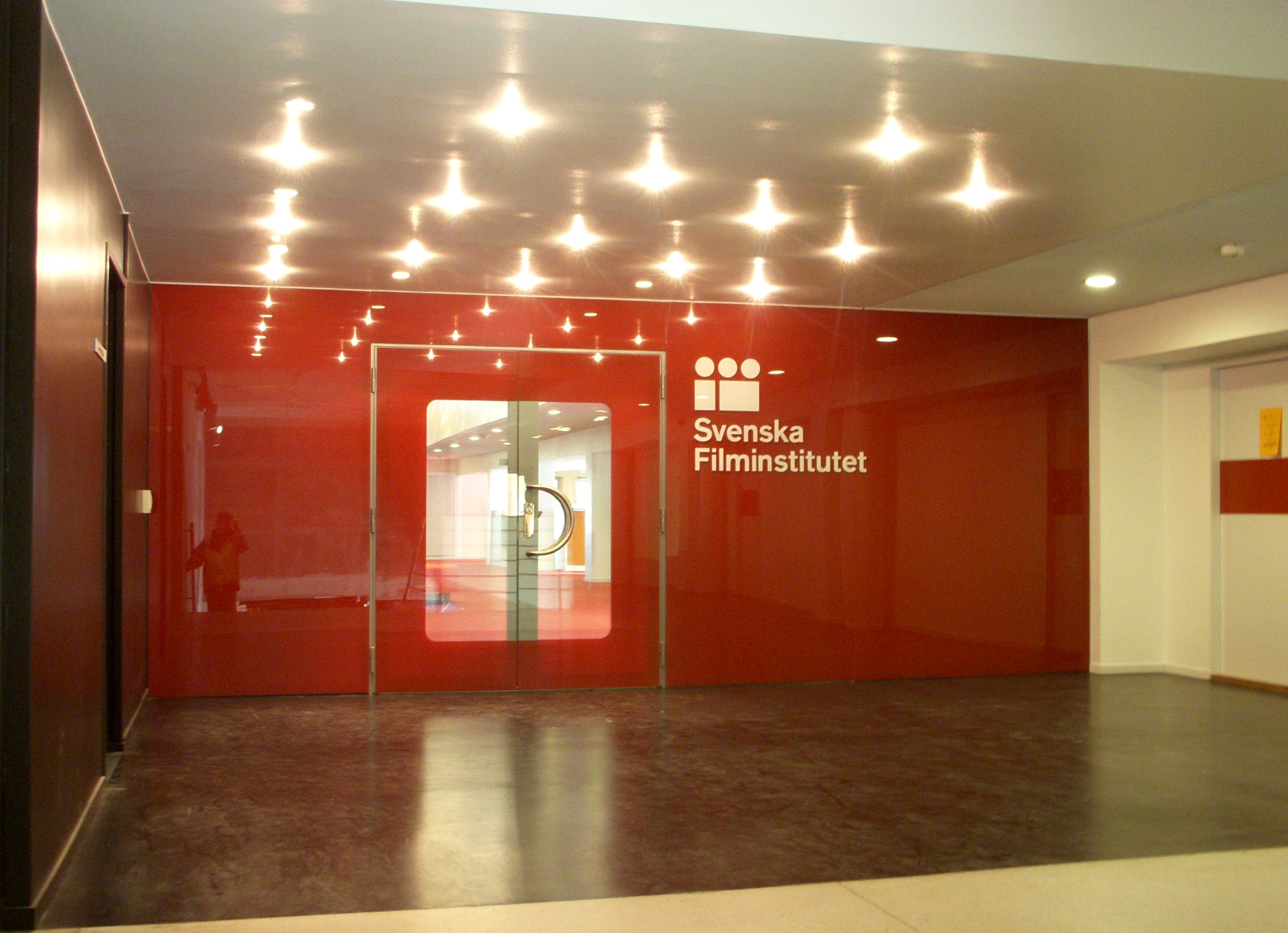
Entree

Het Zweeds Filminstituut (Zweeds: Svenska Filminstitutet) is een Zweedse stichting die als doel heeft de Zweedse filmindustrie financieel en op andere manieren te ondersteunen. De doelstellingen zijn om de productie, distributie en vertoning van waardevolle films te ondersteunen, om het Zweedse filmerfgoed te behouden en beschikbaar te maken en om de Zweedse cinema internationaal te vertegenwoordigen. Elke januari wordt de filmprijs Guldbagge uitgereikt door het Zweeds Filminstituut.
Het filmarchief van het Zweeds Filminstituut is een van de oudste ter wereld, en de bibliotheek is de enige bibliotheek in Zweden die is gespecialiseerd in film. De bibliotheek en het beeld- en posterarchief zijn geopend voor het publiek. Klassieke films worden vertoond door Cinemateket, de filmclub van het instituut, in bioscopen in Stockholm, Göteborg en Malmö. Het filminstituut beheert ook een online database over Zweedse film, het Svensk Filmdatabas, en gaf in de periode 1986-2000 een reeks naslagwerken uit onder de titel Svensk filmografi. Het instituut geeft financiële steun aan 19 regionale centra voor de Zweedse film- en televisie-industrie. Eerder, van 1973 tot 2001, beheerde het samen met SVT de organisatie Filmverkstan ("filmwerkplaats"), die Zweedse filmmakers steunde met geld en apparatuur.
Het instituut zetelt in Filmhuset ("het filmhuis") in Stockholm, een gebouw uit 1971 van de Zweedse architect Peter Celsing. Het gebouw omvat de bioscopen Bio Victor (vernoemd naar Victor Sjöström) en Bio Mauritz (naar Mauritz Stiller) .

## Geschiedenis
Het Zweeds Filminstituut werd in 1963 gevestigd op initiatief van de in Oostenrijk geboren ingenieur en schrijver Harry Schein. Hij zorgde ervoor de 10% van de Zweedse bioscoopinkomsten gebruikt werden om het instituut te financieren. Schein diende als eerste directeur van het instituut van 1963 tot 1970 en nogmaals van 1972 tot 1978. Andere voormalige directeuren van het instituut zijn de Finse regisseur en politicus Jörn Donner (1978-1982) en de Zweeds-Noorse zangeres en politica Åse Kleveland (2000-2006).

## Organisatie
Het dagelijks bestuur van het instituut wordt aangesteld door de Zweedse overheid. De activiteiten van de stichting worden deels bepaald door Filmavtalet, een reeks afspraken tussen de Zweedse overheid, de televisiezenders SVT en TV4 en de Zweedse filmindustrie, en deels door jaarlijkse bepalingen van het Zweedse ministerie voor cultuur.